# Precious Time (chanson de SPEED)
Pour les articles homonymes, voir Precious Time.
Singles de SPEED
All My True Love
(28 octobre 1998) Breakin' Out to the Morning
(19 mai 1999)
Precious Time est le neuvième single de SPEED, sorti en 1999.

## Présentation
Le single, écrit, composé et produit par Hiromasa Ijichi, sort le 17 février 1999 au Japon sur le label Toy's Factory, moins de quatre mois seulement après le précédent single du groupe, All My True Love ; c'est son dernier single à sortir au format mini-CD single de 8 cm de diamètre (alors la norme pour les singles au Japon), avant le passage définitif au format maxi-single. Il atteint la 2e place du classement des ventes de l'Oricon, et reste classé pendant 13 semaines. Il se vend à plus de 600 000 exemplaires, et est alors le single le moins vendu du groupe.
La chanson-titre Precious Time a été utilisée comme thème musical pour un clip publicitaire de la marque Epson. Elle figurera sur le troisième album original du groupe, Carry On My Way qui sortira dix mois plus tard, puis sur sa compilation Dear Friends 2 de 2000 ; elle ne sera pas interprétée sur les albums live (Speed Memorial Live et Best Hits Live), mais sera ré-enregistrée pour l'album de reprise Speedland de 2009.
La chanson en "face B", Kisetsu ga Iku Toki, a quant à elle été utilisée comme générique de fin du film anime Doraemon: Nobita no Uchū Hyōryūki qui sort le mois suivant, et figurera aussi sur la compilation Dear Friends 2. Le single contient aussi les versions instrumentales des deux chansons.

## Liste des titres
Toutes les chansons sont écrites et composées par Hiromasa Ijichi, arrangées par Yasutaka Mizushima.
| 1. | Precious Time                                         | 5:59 |
| 2. | Kisetsu ga Iku Toki (季節がいく時)                    | 4:06 |
| 3. | Precious Time (Instrumental)                          | 5:59 |
| 4. | Kisetsu ga Iku Toki (Instrumental) (季節がいく時 ...) | 4:04 |